# 露蕊乌头
露蕊乌头（学名：Gymnaconitum gymnandrum）为毛茛科露蕊乌头属的唯一一个种，曾经属于乌头属。为总状花序，约3-30朵蓝紫色花，顶向式开花，花期6–8月,果期7–9月。
露蕊乌头依靠虫媒传粉，传粉昆虫主要是熊蜂类。

## 扩展阅读
- 維基物種上的相關：露蕊乌头